# Stenostola
Stenostola is een kevergeslacht uit de familie van de boktorren (Cerambycidae). De wetenschappelijke naam van het geslacht werd voor het eerst geldig gepubliceerd in 1835 door Dejean.

## Soorten
Stenostola omvat de volgende soorten:
- Stenostola alboscutellata Kraatz, 1862
- Stenostola atra Gressitt, 1951
- Stenostola basisuturale Gressitt, 1935
- Stenostola dubia (Laicharting, 1784)
- Stenostola ferrea (Schrank, 1776)
- Stenostola nigerrima (Breuning, 1946)
- Stenostola pallida Gressitt, 1951